# 400 metres tanques
Els 400 metres tanques són una prova d'atletisme en la qual cada atleta ha de superar un total de 10 tanques situant-se la primera a 45 metres de la sortida i les nou següents a intervals de 35 metres.
L'altura de les tanques és de 91 centímetres en la categoria masculina i de 76 centímetres en la femenina. Cada atleta corre per un dels carrers que es divideix la pista, circumstància que implica que en la sortida no se situïn a la mateixa alçada per a evitar que els dels carrers exteriors recorrin més metres que els dels carrers interiors. Els 400 metres tanques en la seva modalitat masculina formen part del programa oficial dels Jocs Olímpics des de la seva segona edició celebrada a París el 1900 i, des de llavors només van deixar de celebrar-se en l'edició de 1912 a Estocolm. La modalitat femenina no debutaria fins als Jocs celebrats el 1984 a Los Angeles.

## Rècords
- actualitzat a 19 de juny de 2025[1][2]

| Àrea                                 | Homes     | Homes              | Homes        | Homes          | Homes   | Dones     | Dones                | Dones         | Dones            | Dones             |
| Àrea                                 | Temps (s) | Atleta             | País         | Data           | Lloc    | Temps (s) | Atleta               | País          | Data             | Lloc              |
| ------------------------------------ | --------- | ------------------ | ------------ | -------------- | ------- | --------- | -------------------- | ------------- | ---------------- | ----------------- |
| Rècord del Món                       | 45.94     | Karsten Warholm    | Noruega      | 3 agost 2021   | Tòquio  | 50.37     | Sydney McLaughlin    | Estats Units  | 8 d'agost 2024   | París             |
| Rècord Olímpic                       | 45.94     | Karsten Warholm    | Noruega      | 3 agost 2021   | Tòquio  | 50.37     | Sydney McLaughlin    | Estats Units  | 8 d'agost 2024   | París             |
| Rècord en Campionat del Món          | 46.29     | Alison dos Santos  | Brasil       | 19 juliol 2022 | Eugene  | 50.68     | Sydney McLaughlin    | Estats Units  | 22 juliol 2022   | Eugene            |
| Àfrica                               | 47.10     | Samuel Matete      | Zàmbia       | 7 agost 1991   | Zúric   | 52.90     | Nezha Bidouane       | Marroc        | 25 agost 1999    | Sevilla           |
| Amèrica del Nord, Central i el Carib | 46.17     | Rai Benjamin       | Estats Units | 3 agost 2021   | Tòquio  | 50.37     | Sydney McLaughlin    | Estats Units  | 8 d'agost 2024   | París             |
| Amèrica del Sud                      | 46.29     | Alison dos Santos  | Brasil       | 19 juliol 2022 | Eugene  | 53.69     | Gianna Woodruff      | Panamà        | 20 juliol 2022   | Eugene            |
| Àsia                                 | 46.98     | Abderrahaman Samba | Qatar        | 30 juny 2018   | París   | 53.09     | Kemi Adekoya         | Bahrain       | 24 agost 2023    | Budapest          |
| Europa                               | 45.94     | Karsten Warholm    | Noruega      | 3 agost 2021   | Tòquio  | 50.95     | Femke Bol            | Països Baixos | 14 juliol 2024   | La Chaux-de-Fonds |
| Oceania                              | 48.28     | Rohan Robinson     | Austràlia    | 31 juliol 1996 | Atlanta | 53.17     | Debbie Flintoff-King | Austràlia     | 28 setembre 1988 | Seül              |

## Atletes amb millors marques mundials

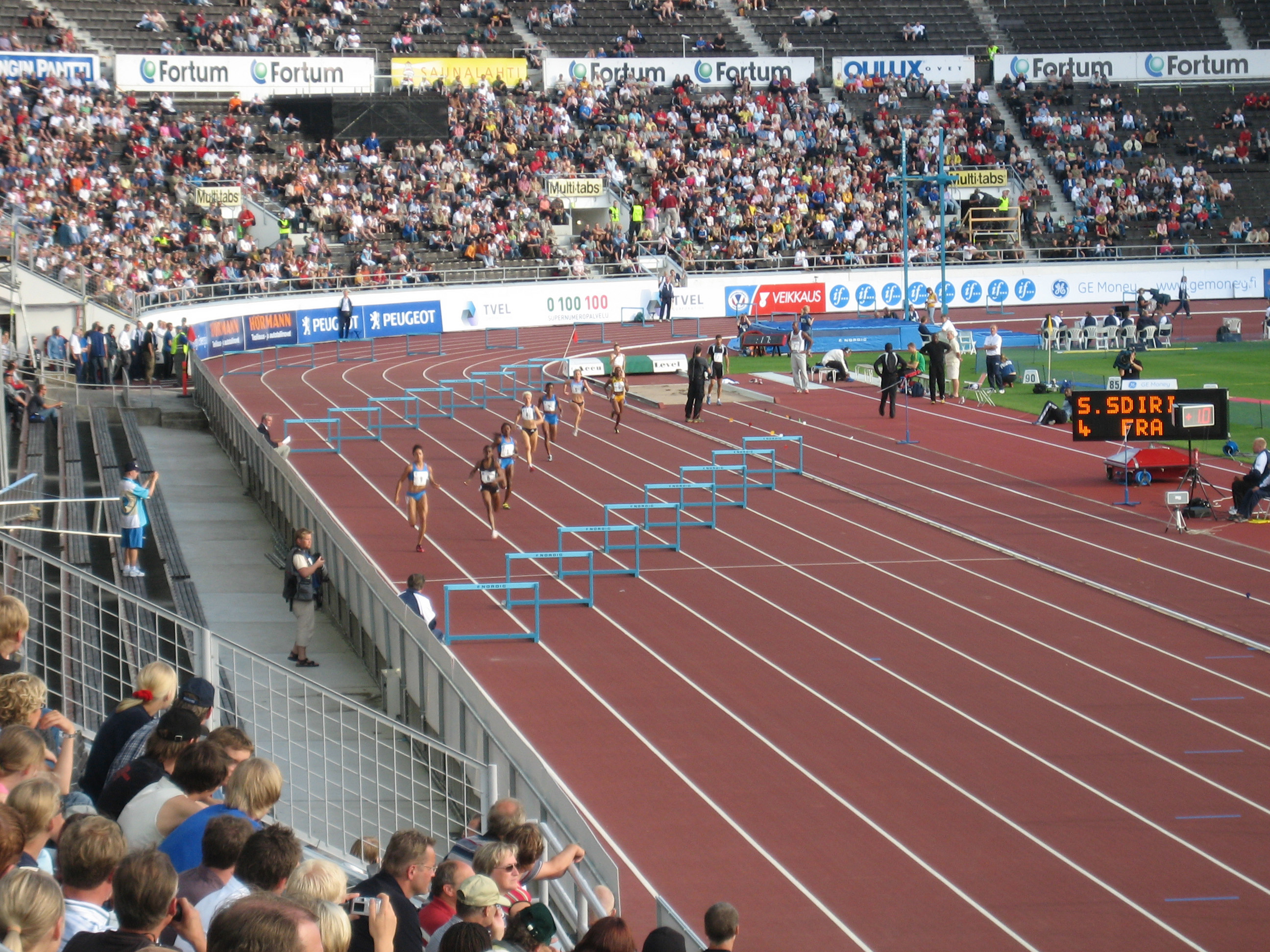
Prova de 400 metres tanques

### Millors marques masculines
- actualitzat a 19 de juny de 2025[3]

| Ranking | Marca | Atleta            | Federació                | Data                   | Lloc         | Ref.  |
| ------- | ----- | ----------------- | ------------------------ | ---------------------- | ------------ | ----- |
| 1       | 45.94 | Karsten Warholm   | Noruega                  | 3 d'agost de 2021      | Tòquio       | [ 4 ] |
| 2       | 46.17 | Rai Benjamin      | Estats Units             | 3 d'agost de 2021      | Tòquio       | [ 5 ] |
| 3       | 46.29 | Alison dos Santos | Brasil                   | 19 de juliol de 2022   | Eugene       | [ 6 ] |
| 4       | 46.78 | Kevin Young       | Estats Units             | 6 d'agost de 1992      | Barcelona    | [ 7 ] |
| 5       | 46.98 | Abderrahman Samba | Qatar                    | 30 de juny de 2018     | París        | [ 8 ] |
| 6       | 47.02 | Edwin Moses       | Estats Units             | 31 d'agost de 1983     | Coblença     |       |
| 7       | 47.03 | Bryan Bronson     | Estats Units             | 21 de juny de 1998     | Nova Orleans |       |
| 8       | 47.08 | Kyron McMaster    | Illes Verges Britàniques | 3 d'agost de 2021      | Tòquio       | [ 9 ] |
| 9       | 47.10 | Samuel Matete     | Zàmbia                   | 7 d'agost de 1991      | Zúric        |       |
| 10      | 47.19 | Andre Phillips    | Estats Units             | 25 de setembre de 1988 | Seül         |       |

### Millors marques femenines
- actualitzat a 19 de juny de 2025.[10]

| Ranking | Marca | Atleta              | Federació     | Data                  | Lloc              | Ref    |
| ------- | ----- | ------------------- | ------------- | --------------------- | ----------------- | ------ |
| 1       | 50.37 | Sydney McLaughlin   | Estats Units  | 8 d'agost de 2024     | París             | [ 11 ] |
| 2       | 50.95 | Femke Bol           | Països Baixos | 14 de juliol de 2024  | La Chaux-de-Fonds | [ 12 ] |
| 3       | 51.58 | Dalilah Muhammad    | Estats Units  | 4 d'agost de 2021     | Tòquio            | [ 13 ] |
| 4       | 51.87 | Anna Cockrell       | Estats Units  | 8 d'agost de 2024     | París             | [ 11 ] |
| 5       | 52.29 | Jasmine Jones       | Estats Units  | 8 d'agost de 2024     | París             | [ 11 ] |
| 6       | 52.34 | Yuliya Pechonkina   | Rússia        | 8 d'agost de 2003     | Tula              |        |
| 7       | 52.39 | Shamier Little      | Estats Units  | 4 de juliol de 2021   | Estocolm          | [ 14 ] |
| 8       | 52.42 | Melaine Walker      | Jamaica       | 20 d'agost de 2009    | Berlín            |        |
| 9       | 52.46 | Savannah Sutherland | Canadà        | 14 de juny de 2025    | Eugene            | [ 15 ] |
| 10      | 52.47 | Lashinda Demus      | Estats Units  | 1 de setembre de 2011 | Daegu             |        |

## Campions olímpics

### Homes
| Edició                       | Or                                   | Plata                                | Bronze                               |
| 1900 París detalls           | John Tewksbury                       | Henri Tauzin                         | George Orton                         |
| 1904 St. Louis detalls       | Harry Hillman                        | Frank Waller                         | George Poage                         |
| 1908 Londres detalls         | Charles Bacon                        | Harry Hillman                        | Leonard Tremeer                      |
| 1912 Estocolm                | No fou inclòs en el programa olímpic | No fou inclòs en el programa olímpic | No fou inclòs en el programa olímpic |
| 1920 Antvers detalls         | Frank Loomis                         | John Norton                          | August Desch                         |
| 1924 París detalls           | Morgan Taylor                        | Erik Wilén                           | Ivan Riley                           |
| 1928 Amsterdam detalls       | David Burghley                       | Frank Cuhel                          | Morgan Taylor                        |
| 1932 Los Angeles detalls     | Bob Tisdall                          | Glenn Hardin                         | Morgan Taylor                        |
| 1936 Berlín detalls          | Glenn Hardin                         | John Loaring                         | Miguel White                         |
| 1948 Londres detalls         | Roy Cochran                          | Duncan White                         | Rune Larsson                         |
| 1952 Hèlsinki detalls        | Charles Moore                        | Yuri Lituyev                         | John Holland                         |
| 1956 Melbourne detalls       | Glenn Davis                          | Eddie Southern                       | Josh Culbreath                       |
| 1960 Roma detalls            | Glenn Davis                          | Clifton Cushman                      | Richard Howard                       |
| 1964 Tòquio detalls          | Rex Cawley                           | John Cooper                          | Salvatore Morale                     |
| 1968 Ciutat de Mèxic detalls | David Hemery                         | Gerhard Hennige                      | John Sherwood                        |
| 1972 Múnic detalls           | John Akii-Bua                        | Ralph Mann                           | David Hemery                         |
| 1976 Mont-real detalls       | Edwin Moses                          | Michael Shine                        | Yevgeny Gavrilenko                   |
| 1980 Moscou detalls          | Volker Beck                          | Vasili Arkhipenko                    | Gary Oakes                           |
| 1984 Los Angeles detalls     | Edwin Moses                          | Danny Harris                         | Harald Schmid                        |
| 1988 Seül detalls            | André Phillips                       | Amadou Dia Ba                        | Edwin Moses                          |
| 1992 Barcelona detalls       | Kevin Young                          | Winthrop Graham                      | Kriss Akabusi                        |
| 1996 Atlanta detalls         | Derrick Adkins                       | Samuel Matete                        | Calvin Davis                         |
| 2000 Sydney detalls          | Angelo Taylor                        | Hadi Al Somayli                      | Llewellyn Herbert                    |
| 2004 Atenes detalls          | Félix Sánchez                        | Danny McFarlane                      | Naman Keita                          |
| 2008 Pequín detalls          | Angelo Taylor                        | Kerron Clement                       | Bershawn Jackson                     |
| 2012 Londres detalls         | Félix Sánchez                        | Michael Tinsley                      | Javier Culson                        |
| 2016 Rio detalls             | Kerron Clement                       | Boniface Tumuti                      | Yasmani Copello                      |
| 2020 Tòquio detalls          | Karsten Warholm                      | Rai Benjamin                         | Alison dos Santos                    |
| 2024 París detalls           | Rai Benjamin                         | Karsten Warholm                      | Alison dos Santos                    |

### Dones
| Edició                   | Or                   | Plata              | Bronze             |
| 1984 Los Angeles detalls | Nawal El Moutawakel  | Judi Brown         | Cristeana Cojocaru |
| 1988 Seül detalls        | Debbie Flintoff-King | Tatyana Ledovskaya | Ellen Fiedler      |
| 1992 Barcelona detalls   | Sally Gunnell        | Sandra Farmer      | Janeene Vickers    |
| 1996 Atlanta detalls     | Deon Hemmings        | Kim Batten         | Tonja Buford       |
| 2000 Sydney detalls      | Irina Privalova      | Deon Hemmings      | Nezha Bidouane     |
| 2004 Atenes detalls      | Fani Halkia          | Ionela Târlea      | Tetyana Tereshchuk |
| 2008 Pequín detalls      | Melaine Walker       | Sheena Tosta       | Tasha Danvers      |
| 2012 Londres detalls     | Natalya Antyukh      | Lashinda Demus     | Zuzana Hejnová     |
| 2016 Rio detalls         | Dalilah Muhammad     | Sara Petersen      | Ashley Spencer     |
| 2020 Tòquio detalls      | Sydney McLaughlin    | Dalilah Muhammad   | Femke Bol          |
| 2024 París detalls       | Sydney McLaughlin    | Anna Cockrell      | Femke Bol          |

## Campions mundials

### Homes
| Championships  | Or                      | Plata                   | Bronze                   |
| Helsinki 1983  | Edwin Moses (EUA)       | Harald Schmid (FRG)     | Aleksandr Kharlov (URS)  |
| Roma 1987      | Edwin Moses (EUA)       | Danny Harris (EUA)      | Harald Schmid (FRG)      |
| Tokyo 1991     | Samuel Matete (ZAM)     | Winthrop Graham (JAM)   | Kriss Akabusi (GBR)      |
| Stuttgart 1993 | Kevin Young (EUA)       | Samuel Matete (ZAM)     | Winthrop Graham (JAM)    |
| Göteborg 1995  | Derrick Adkins (EUA)    | Samuel Matete (ZAM)     | Stéphane Diagana (FRA)   |
| Atenes 1997    | Stéphane Diagana (FRA)  | Llewellyn Herbert (RSA) | Bryan Bronson (EUA)      |
| Sevilla 1999   | Fabrizio Mori (ITA)     | Stéphane Diagana (FRA)  | Marcel Schelbert (SUI)   |
| Edmonton 2001  | Félix Sánchez (DOM)     | Fabrizio Mori (ITA)     | Dai Tamesue (JPN)        |
| París 2003     | Félix Sánchez (DOM)     | Joey Woody (EUA)        | Periklis Iakovakis (GRE) |
| Helsinki 2005  | Bershawn Jackson (EUA)  | James Carter (EUA)      | Dai Tamesue (JPN)        |
| Osaka 2007     | Kerron Clement (EUA)    | Félix Sánchez (DOM)     | Marek Plawgo (POL)       |
| Berlín 2009    | Kerron Clement (EUA)    | Javier Culson (PUR)     | Bershawn Jackson (EUA)   |
| Daegu 2011     | Dai Greene (GBR)        | Javier Culson (PUR)     | L. J. van Zyl (RSA)      |
| Moscou 2013    | Jehue Gordon (TRI)      | Michael Tinsley (EUA)   | Emir Bekrić (SRB)        |
| Beijing 2015   | Nicholas Bett (KEN)     | Denis Kudryavtsev (RUS) | Jeffery Gibson (BAH)     |
| Londres 2017   | Karsten Warholm (NOR)   | Yasmani Copello (TUR)   | Kerron Clement (EUA)     |
| Doha 2019      | Karsten Warholm (NOR)   | Rai Benjamin (EUA)      | Abderrahman Samba (QAT)  |
| Eugene 2022    | Alison dos Santos (BRA) | Rai Benjamin (EUA)      | Trevor Bassitt (EUA)     |
| Budapest 2023  | Karsten Warholm (NOR)   | Kyron McMaster (IVB)    | Rai Benjamin (EUA)       |

### Dones
| Championships  | Or                       | Plata                       | Bronze                      |
| Helsinki 1983  | Yekaterina Fesenko (URS) | Ana Ambrazienė (URS)        | Ellen Neumann-Fiedler (GDR) |
| Roma 1987      | Sabine Busch (GDR)       | Debbie Flintoff (AUS)       | Cornelia Feuerbach (GDR)    |
| Tokyo 1991     | Tatyana Ledovskaya (URS) | Sally Gunnell (GBR)         | Janeene Vickers (EUA)       |
| Stuttgart 1993 | Sally Gunnell (GBR)      | Sandra Farmer-Patrick (EUA) | Margarita Ponomaryova (RUS) |
| Göteborg 1995  | Kim Batten (EUA)         | Tonja Buford (EUA)          | Deon Hemmings (JAM)         |
| Atenes 1997    | Nezha Bidouane (MAR)     | Deon Hemmings (JAM)         | Kim Batten (EUA)            |
| Sevilla 1999   | Daimí Pernía (CUB)       | Nezha Bidouane (MAR)        | Deon Hemmings (JAM)         |
| Edmonton 2001  | Nezha Bidouane (MAR)     | Yuliya Pechonkina (RUS)     | Daimí Pernía (CUB)          |
| París 2003     | Jana Pittman (AUS)       | Sandra Glover (EUA)         | Yuliya Pechonkina (RUS)     |
| Helsinki 2005  | Yuliya Pechonkina (RUS)  | Lashinda Demus (EUA)        | Sandra Glover (EUA)         |
| Osaka 2007     | Jana Rawlinson (AUS)     | Yuliya Pechenkina (RUS)     | Anna Jesień (POL)           |
| Berlín 2009    | Melaine Walker (JAM)     | Lashinda Demus (EUA)        | Josanne Lucas (TRI)         |
| Daegu 2011     | Lashinda Demus (EUA)     | Melaine Walker (JAM)        | Natalya Antyukh (RUS)       |
| Moscou 2013    | Zuzana Hejnová (CZE)     | Dalilah Muhammad (EUA)      | Lashinda Demus (EUA)        |
| Beijing 2015   | Zuzana Hejnová (CZE)     | Shamier Little (EUA)        | Cassandra Tate (EUA)        |
| Londres 2017   | Kori Carter (EUA)        | Dalilah Muhammad (EUA)      | Ristananna Tracey (JAM)     |
| Doha 2019      | Dalilah Muhammad (EUA)   | Sydney McLaughlin (EUA)     | Rushell Clayton (JAM)       |
| Eugene 2022    | Sydney McLaughlin (EUA)  | Femke Bol (NED)             | Dalilah Muhammad (EUA)      |
| Budapest 2023  | Femke Bol (NED)          | Shamier Little (EUA)        | Rushell Clayton (JAM)       |